# Mitsubishi Fuso Super Great
 (avril 2020).
Le Mitsubishi Fuso Super Great (japonais : 三菱 ふ そ う ・ ス ー パ ー グ レ ー ト) est un modèle de camion lourd produit par Mitsubishi Fuso. Lancé en 1983 pour succéder au Mitsubishi Fuso The Great. La gamme était principalement disponible dans d'autres camions de grande taille. 
La plupart des modèles de grande taille du camion peuvent être distingués à l'aide du badge «Super Great» à l'avant, mais le badge commun est généralement utilisé à l'arrière. 
Sur les marchés mondiaux, ses principaux concurrents sont le Nissan Diesel/UD Trucks Quon, le Nissan Diesel Big Thumb (ancien concurrent, dont la production est arrêtée en 2008), Isuzu Giga, Mercedes-Benz Actros et Hino Profia.